# محمد الملاخ
محمد الملاّخ (مواليد سنة 1971 بمكناس) هو أكاديمي وباحث مغربي. يشغل حاليا منصب أستاذ التعليم العالي (مشارك) بجامعة القاضي عياض بمراكش.

## مسيرته
حصل على درجة الماجستير من كلية آداب جامعة مولاي إسماعيل بمكناس، ودبلوم الدراسات المعمقة في اللسانيات العربية من كلية آداب جامعة محمد الخامس بالرباط، ثم على شهادة الدكتوراه سنة 2008 من كلية آداب جامعة مولاي إسماعيل بمكناس، في موضوع «مظاهر تركيبية ودلالية للنسق الزمني والجيهي والموجهي في اللغة العربية». له العديد من الأعمال المنشورة التي تتناول علم اللسانيات في اللغة العربية.

## أعماله
- 2009: الزمن في اللغة العربية: بنياته التركيبية والدلالية، الدار العربية للعلوم ناشرون، (ردمك 9789953876948)
- 2009: قضايا إبستمولوجية في اللسانيات، بالاشتراك مع حافظ إسماعيلي علوي، الدار العربية للعلوم ناشرون، (ردمك 9789953875699)
- 2010: اللسانيات التوليدية من النموذج ما قبل المعيار إلى البرنامج الأدنوي: مفاهيم وأمثلة، بالاشتراك مع حافظ إسماعيلي علوي ومصطفى غلفان، عالم الكتب الحديث، (ردمك 9789957703462)
- 2016: اللسانيات التوليدية؛ من نظرية العمل والربط إلى البرنامج الأدنوي، بالاشتراك مع حافظ إسماعيلي علوي، دار كنوز المعرفة العلمية، (ردمك 9789957745653)
- 2018: دراسات وأبحاث لسانية: أسئلة الوصف والتقويم الإبستمولوجي، عالم الكتب الحديث، (ردمك 6202358041)
- 2020: مطارحات نقدية في اللسانيات، عالم الكتب الحديث، (ردمك 9789923141991)
- 2020: دراسات نقدية في اللسانيات المعرفية والتحليل النقدي للخطاب دراسات مترجمة، عالم الكتب الحديث، (ردمك 9789923141969)

## جوائز
فاز كتابه المُعنون بـ «الزمن في اللغة العربية: بنياته التركيبية والدلالية» بجائزة الشيخ زايد للكتاب فرع المؤلِّف الشاب سنة 2010.